# 질리안 아메난테
질리언 아머난테이(Jillian Armenante, 1968년 7월 5일 ~ )는 미국의 배우, 극작가, 작가, 무대 연출가이다.
패터슨에서 태어났다.

## 출연 작품
- 더 매니저 (2014년) - 샌디 역
- 다크 나이트 라이즈 (2012년) - 변호사 직원 역
- 컨테이젼 (2011년)
- 낫 유어 타임 (2010년)
- 슈링크 (2009년)
- 더 그레이 맨 (2007년) - 델리아 역
- 마이티 하트 (2007년)
- 스미스 (2006년)
- 노스 컨츄리 (2005년) - 페그 역
- 프랭키와 자니 결혼하다 (2003년)
- 처음 만나는 자유 (1999년)
- 비밀 수색 작전 (1992년)
- 샌프란시스코에서 하룻밤 (1991년)
- 알래스카의 빛 (1990년)

### 텔레비전
- 터미네이터 시리즈 - 사라 코너 연대기 (2008년)
- 프레쉬 오프 더 보트 시즌 1
- 호손 1
- 저징 에이미 (1999년)